# Ary Daú
Ary Daú foi o terceiro prefeito da cidade de Taboão da Serra. Governou entre os anos de 1969 e 1973.
Foi o responsável pela implantação do abastecimento de água na Cidade, inaugurou a Praça 31 de Março (atual Nicola Viviléchio), instalou a Biblioteca Municipal (prevista desde 1960).[carece de fontes?]